# Olceclostera guanduna
Olceclostera guanduna är en fjärilsart som beskrevs av Max Wilhelm Karl Draudt 1929. Olceclostera guanduna ingår i släktet Olceclostera och familjen silkesspinnare. Inga underarter finns listade i Catalogue of Life.